# Nemopterella bitis
Nemopterella bitis är en insektsart som beskrevs av Bo Tjeder 1967. Nemopterella bitis ingår i släktet Nemopterella och familjen Nemopteridae. Inga underarter finns listade i Catalogue of Life.